# シルヴァン・マルヴォー
シルヴァン・マルヴォー（Sylvain Marveaux，1986年4月15日 - ）は、フランス・モルビアン県ヴァンヌ出身の元サッカー選手。現役時代のポジションはミッドフィールダー。マルティニークにルーツを持つ。兄のヨリスもプロサッカー選手。

## 経歴
地元クラブヴァンヌOCの下部組織からスタッド・レンヌに移り、プロキャリアをスタートさせた。
2011年夏、フリー・トランスファーでニューカッスル・ユナイテッドFCに移籍した。
2014年夏、EAギャンガンにレンタル移籍した。
2016年夏、FCロリアンに移籍した。
2019年1月26日、ASナンシーにレンタル移籍した。
2021年6月29日、シャーロット・インディペンデンスに移籍した。

## 代表歴
フランス代表としてU-21代表経験を持つ。